# Каиновo проклетство
Каиново проклетство и Каинов знак су изрази који потичу из приче о Каину и Авиљу у Књизи Постања. У причама се каже да ако неко нанесе штету Каину, штета ће му се вратити седмоструко. Неке интерпретације виде ово као физички знак, док друге интерпретације виде "знак" као симбол, а не као физички знак на самом Каину. Краљ Џејмсова верзија Библије гласи "стави знак на Каина".

## Порекло
Не постоји јасан консензус о томе шта је био Каинов знак. Реч преведена као "знак" у Постању 4:15 је א֔וֹת (ōṯ), што може значити знак, предзнак, упозорење, сећање, покрет, гест, споразум, чудо, диво, или најчешће, слово. У Тори, иста реч се користи за описивање звезда као знакова или предзнака (Постање 1:14), дуге као знака Божјег обећања да никад више неће уништити своју творевину потопом (Постање 9:12), обрезања као знака Божјег завета са Аврамом (Постање 17:11), и чуда која је извршио Мојсије пред фараоном (Излазак 4:8,9,17,28; 7:3; 8:23; 10:1,2).

## Каиново проклетство
Приповест о Каиновом проклетству се налази у тексту Постања 4:11–16. Проклетство је било резултат Каиновог убиства свог брата Авиља и лагања Богу о убиству. Када је Каин пролио крв свог брата, земља је постала проклета чим је крв ударила о тло. У извесном смислу, земља је остала да "пије Авиљеву крв".
Постање 4:12 даје дводелну казну за Каиново проклетство. Први део се односи на земљу која је проклета Авиљевом крвљу. Ако би Каин покушао да обрађује земљу, земља му не би дала род. Ово може објаснити зашто је отишао да гради градове, наиме Град Енох. Други део проклетства означава Каина као бегунца (נע nā') и скитницу (נד nāḏ). Комбинација која чини овај хебрејски израз נע ונד, "бегунац и скитница", је јединствена у Хебрејској Библији. Модерне интерпретације хебрејског стиха 12 сугеришу да је Каин наставио да живи номадски начин живота и да је такође био искључен из породичне заједнице.
У Септуагинти, нагласак на Каиновом проклетству драматично је појачан комбинацијом грчких партиципа στένων καὶ τρέμων (стенон каи тремон, „јаучући и дрхтећи по земљи").

## Каинов знак
Каинов знак је Божје обећање да ће пружити Каину божанску заштиту од прерана смрти са наведеном сврхом спречавања било кога да га убије. Није познато шта је био знак, али се претпоставља да је знак био видљив. Неки су спекулисали да је знак било хебрејско или сумерско слово постављено на лице или руку. Септуагинта преводи знак као "симбол". Дакле, спекулише се да је знак служио као симбол другима да не почине исти преступ.

### Јудаизам
Аба Арика ("Рав") је рекао да је Бог дао Каину пса, чинећи га примером за убице. Аба Јосе бен Ханан је рекао да је Бог учинио да Каину израсте рог. Р. Ханин је рекао да је Бог учинио Каина примером покајницима (Пост. Раб. 22:12).
Раши коментарише Постање 4:15 говорећи да је знак било једно од хебрејских слова Тетраграматона: "Угравирао је слово Свог [Божјег] Имена на његов [Каинов] чело." Исту изјаву о Тетраграматону изразили су Таргум Јонатан, Пирке Раби Елијезер 21, и Зохар I.36б.
У Кабали, Зохар наводи да је Каинов знак било једно од двадесет два хебрејска слова Торе, иако Зохаров изворни арамејски не говори нам које је од слова то било. Неки коментатори, као што је рабин Мајкл Берг у свом енглеском коментару на Зохар, сугеришу да је Каинов знак било слово вав (ו).

### Хришћанство
Према ауторки Рут Мелинкоф, интерпретације коментатора о природи "знака" зависиле су од њихових ставова о статусу Каина, било да му је дато додатно време за покајање или да је додатно осрамоћен.

### Амерички протестантски расни ставови о Каиновом знаку
У неком тренутку након почетка трговине робљем у Сједињеним Државама, многе протестантске деноминације су почеле да уче веровање да је Каинов знак била тамна боја коже у покушају да оправдају своје поступке. Протестантски проповедници су писали егзегетске анализе проклетства, са претпоставком да је то била тамна кожа.

#### Баптистички сегрегационисти
Подела између северних и јужних баптистичких организација настала је због доктринарних питања која се односе на ропство и образовање робова. У време поделе, јужнобаптистичка група је користила Каиново проклетство као оправдање за ропство. Неки баптистички министри из 19. и 20. века на америчком Југу учили су веровање да постоје два одвојена неба; једно небо за црнце, а друго небо за белце.
1995. године, Јужнобаптистичка конвенција је званично осудила расизам и извинила се за своју прошлу одбрану ропства.

#### Проклетство Хама
Шаблон:Даље
Каиново проклетство се често мешало са Проклетством Хама. Према Библији, Хам је открио свог оца Ноја пијаног и голог у његовом шатору, али уместо да поштује свог оца покривањем његове голотиње, отрчао је и рекао својој браћи о томе. Због тога је Ноје проклео Хамовог сина Канана, рекавши да треба да буде "слуга слугу" (Постање 9:20–27).

### Покрет Светаца последњих дана
Морманизам је почео током врхунца протестантског прихватања доктрине Каиновог проклетства у Северној Америци. Као и многи Северноамериканци, мормони 19. века су обично претпостављали да су црни Африканци имали Каинов "знак" црне коже и Хамово проклетство да буду слуге слугу. Бригам Јанг је и учио да су црнци проклети потомци Каина, и користио то да оправда ропство.
У Бисеру велике вредности, који већина присталица покрета светаца последњих дана сматра светим писмом, Енох говори о избегавању потомака Каина и да су имали црну кожу.

#### Забрана храма и свештенства
Постоје докази који доказују да Џозеф Смит није сматрао забрану црнаца за свештенство релевантном у модерно доба, пошто је он сам (и други црквени лидери близу њега) рукоположио црнце у њега, нарочито Илајџа Абела и Вокер Луиса.
Након Џозеф Смитове смрти, Бригам Јанг је прихватио идеју да су људи афричког порекла генерално под Каиновим проклетством, и 1852. године изјавио је да људи црног афричког порекла нису подобни да држе црквено свештенство.
1978. године, председник ЦИС цркве Спенсер В. Кимбол је известио о примању откривења од Бога које дозвољава свим достојним мушким члановима цркве да приме свештенство без обзира на расу или боју.
ЦИС црква је издала званичну изјаву о прошлим праксама и теоријама у вези са бојом коже, наводећи: "Данас, Црква одбацује теорије које су се заступале у прошлости да је црна кожа знак божје немилости или проклетства, [...] Црквени лидери данас недвосмислено осуђују сав расизам, прошли и садашњи, у било ком облику."